# 塩野アンリ
塩野 アンリ（しおの あんり、5月2日 - ）は、日本の元女性声優。千葉県出身。旧芸名は、吉川 友佳子（よしかわ ゆかこ）。

## 人物
2007年7月まで81プロデュースに所属。同年10月に現在の芸名に改名。2008年10月から2011年3月までJTBエンタテインメントに所属していた。
2011年3月、青山学院大学経済学部卒業。声優から引退しデザイン会社勤務。

## 出演
太字はメインキャラクター。

### テレビアニメ
- ああっ女神さまっ それぞれの翼（2006年、女子学生）
- きらりん☆レボリューション（2006年、女の子）
- ときめきメモリアル Only Love（2006年、春日つかさ[6]）
- 武装錬金（2006年）
- ポケットモンスター アドバンスジェネレーション（2006年、クロウ）
- 魔界戦記ディスガイア（2006年、魔法使い）
- MAJOR 2nd season（2006年、海水浴客）
- 錬金3級 まじかる?ぽか〜ん（2006年、コンビニ店員）
- ながされて藍蘭島（2007年、フクフク、さしみ）
- GUNSLINGER GIRL -IL TEATRINO-（2008年、リコ）
- TYTANIA -タイタニア-（2008年、カレン）

### OVA
- がぁーでぃあんHearts（2003年、焔の琉衣）

### Webアニメ
- ペンギン娘♥はぁと（2008年、メアリ・チュパカブラ・W・ホワイトベア）

### ゲーム
- Quest of D（2004年）
- バーチャファイター サイバージェネレーション 〜ジャッジメントシックスの野望〜（2004年、ファン）
- グランドチェイス（2005年、エレシス・ジークハート）
- 真・爆走デコトラ伝説（2006年、長谷川あゆみ）
- 転生學園月光録（2006年、深山木光）
- 転生八犬士封魔録（2006年、夏見あかね）
- バーチャファイター5（2006年、アイリーン）
- マーメイドプリズム（2006年、ハンス）
- ドールズフロントライン（2020年、リコ[7]）※ライブラリ出演

### CD

#### 音楽CD
- GUNSLINGER GIRL -IL TEATRINO-ボーカルアルバム
- 奇跡のかけら（2006年11月8日）
  - 『ときめきメモリアル Only Love』エンディングテーマ（天宮小百合&弥生水奈&春日つかさ）
- ときめきメモリアル Only Love キャラクターシングル Vol.2 春日つかさ（2006年12月21日）
  - 『ときめきメモリアル Only Love』キャラクターミニアルバム（春日つかさ）
- 秘密（2007年2月7日）
  - 『ときめきメモリアル Only Love』第2弾エンディングテーマ（天宮小百合&弥生水奈&春日つかさ）

#### ドラマCD
- 転生學園月光録ドラマCD（深山木光）

#### その他CD
- 妄想VoiceCDシリーズ「添い寝CD」
- お名前CDシリーズ「佐藤さんCD」
- お名前CDシリーズ「鈴木さんCD」

### ラジオ
- TOKYO→NIIGATA MUSIC CONVOY（TUE.）（2006年11月担当）- FM PORT

### 舞台
- ちゃんぽん（2009年、森井睦演出 、あうるすぽっと）

### その他コンテンツ
- TOKYO MOOD PUNKS 『ストロベリー』PV（声の出演、2010年）